# Збандут Наталя Аміранівна
Збандут (Медюк) Наталя Аміранівна (1946—2010) — радянський і український кінорежисер.

## Життєпис
Закінчила Київський державний інститут театрального мистецтва ім. І. Карпенка-Карого (1977).
У 1969—1972 роках працювала асистентом режисера на кіностудії «Укртелефільм».
З 1977 року — режисер Одеської кіностудії.
Була членом Правління Національної спілки кінематографістів України.
Померла 25 березня 2010 року.

## Фільмографія
Поставила телефільми:
- «Чи мимо пролетить вона...» (1977) (к/м)
- «Клоун» (1980, 2 с)
- «Рік активного сонця» (1982, 2 а)
- «Казки старого чарівника» (1984, 2 а)
- «Це було минулого літа» (1988)
- «Невстановлена особа» (1990)